# Nadleśnictwo Pińczów
Nadleśnictwo Pińczów – jednostka organizacyjna Lasów Państwowych podległa Regionalnej Dyrekcji Lasów Państwowych w Radomiu. Siedziba nadleśnictwa znajduje się w Michałowie, w powiecie pińczowskim, w województwie świętokrzyskim.
Nadleśnictwo obejmuje większą część powiatu pińczowskiego, w całości powiat kazimierski oraz część powiatów buskiego, jędrzejowskiego i proszowickiego (województwo małopolskie).

## Historia
Nadleśnictwo Pińczów powstało w 1945. Objęło ono przedwojenne lasy państwowe nadleśnictw Busko i Jędrzejów oraz lasy prywatne znacjonalizowane przez władze komunistyczne. W 1946 powstało także Nadleśnictwo Teresów. Istniało ono do 1958, gdy jego tereny powróciły do Nadleśnictwa Pińczów.
W 1972 do Nadleśnictwa Pińczów przyłączono cześć likwidowanych nadleśnictw Chmielnik i Wodzisław. W 1994 z Nadleśnictwa Pińczów ponownie wydzielono Nadleśnictwo Chmielnik.

## Ochrona przyrody
Na terenie nadleśnictwa znajduje się pięć rezerwatów przyrody:
- Grabowiec
- Lubcza
- Polana Polichno
- Pieczyska
- Wroni Dół.

## Drzewostany
Typy siedliskowe lasów nadleśnictwa (z ich udziałem procentowym):
- lasy 72,95%
- lasy mieszane 15,51%
- bory mieszane 6,85%
- bory 4,69%

Gatunki lasotwórcze lasów nadleśnictwa (z ich udziałem procentowym):
- sosna 48%
- dąb 26%
- buk 6%
- brzoza 5%
- modrzew 5%
- olsza 2%
- grab 2%
- jesion 1%
- jawor 1%
- akacja 1%
- pozostałe 3%